# Ercole Procaccini

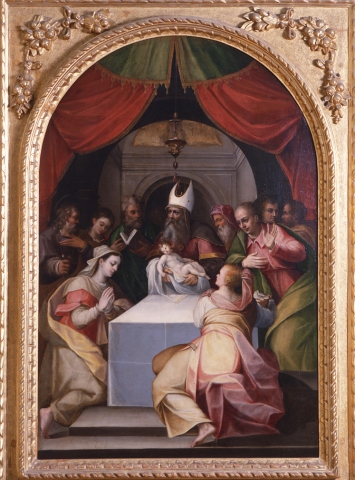
Presentación de Jesús en el Templo.

Ercole Procaccini, el Viejo (Bolonia, bautizado el 23 de febrero de 1520 - Milán, 13 de enero de 1595), pintor manierista italiano, fue el patriarca de una familia de famosos artistas, activos principalmente en Milán.

## Biografía
Nació y se formó en Bolonia junto a Prospero Fontana, con quien trabajó en Roma en 1551. Hacia 1560 estaba trabajando en Parma. Volvió a su ciudad natal, donde está documentado en 1569. En la siguiente década su arte se hará más sofisticado, acusando la influencia de manieristas como Lorenzo Sabatini u Orazio Samacchini.
Ante la gran competencia del ambiente boloñés, Procaccini decidió trasladarse a Milán (hacia 1590), donde se estableció definitivamente. Allí fundó una academia de diseño, donde se formaron muchos artistas milaneses, entre ellos sus hijos Camillo, Giulio Cesare y Carlo Antonio Procaccini.

## Obras destacadas
- Puertas de órgano: Guerrero, Emperador romano, Rey David y Santa Cecilia (1560, Catedral de Parma)
- Virgen con el Niño y los cuatro santos patrones de Bolonia (1570, San Giovanni in Monte, Bolonia)
- Conversión de Saulo (1573, San Giacomo Maggiore, Bolonia)
- Oración en el Huerto (San Giacomo Maggiore, Bolonia)
- Anunciación (San Benedetto, Bolonia)
- Deposición (San Stefano, Bolonia)
- El arcángel San Miguel derrota a los ángeles rebeldes (San Bernardo, Bolonia)
- Presentación de Jesús en el Templo (Fondazione Cassa di Risparmio, Ferrara)

Puertas del órgano de la catedral de Parma
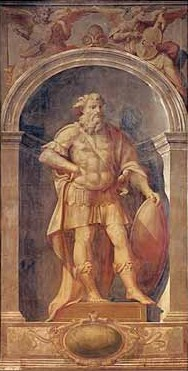
Guerrero
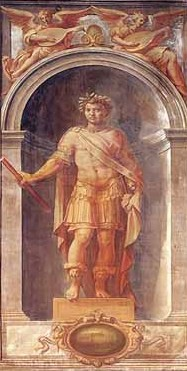
Emperador romano
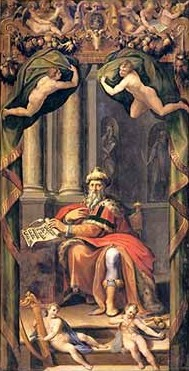
Rey David
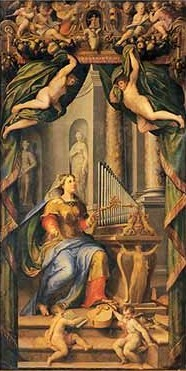
Santa Cecilia